# João III de Trebizonda
João III da Trebizonda (c. 1321 – 1362) foi um monarca do Império de Trebizonda que reinou entre 1342 e 1344. Foi antecedido no trono por Ana de Trebizonda, que depôs com o apoio do governo bizantino e mandou estrangular. Foi sucedido por Miguel de Trebizonda.